# Grijze zwartkeelzanger
De grijze zwartkeelzanger (Setophaga nigrescens, synoniem: Dendroica nigrescens) is een zangvogel uit de familie der Parulidae (Amerikaanse zangers).

## Verspreiding en leefgebied
Deze soort komt voor in westelijk Noord-Amerika en telt 2 ondersoorten:
- Setophaga nigrescens nigrescens: zuidwestelijk Canada en de westkust van de Verenigde Staten.
- Setophaga nigrescens halseii: westelijke Verenigde Staten (binnenlands), noordelijk en noordwestelijk Mexico.